# Переходная администрация Афганистана (Талибан)
Переходная администрация Исламского Эмирата Афганистан — временное правительство Исламского Эмирата Афганистан, созданное вскоре после занятия 15 августа 2021 года движением «Талибан» столицы страны — Кабула и бегства президента республики. Главой временной администрации целые сутки считался бывший министр внутренних дел — Али Ахмад Джалали, однако вскоре Джалали опроверг сведения о его назначении на эту должность. Параллельно был создан Координационный совет для мирной передачи власти. Движение «Талибан», в свою очередь, заявило о необходимости полной передачи власти без переходного правительства и намерениях провозгласить Исламский Эмират Афганистан.

## История
15 августа 2021 года вооружённые формирования талибов заняли территорию вокруг столицы Исламского Эмирата Афганистан — Кабула, после чего в СМИ появились сообщения, что власть «будет передана мирным путём временной администрации». В этот же день вооружённые формирования талибов вошли в столицу и, согласно заявлению главы администрации президента, начались переговоры о мирной передаче власти. Ранее ливанский телеканал Al Mayadeen сообщал, что президент республики сложит с себя полномочия, после чего начнётся формирование временного правительства. Однако 15 августа в Facebook появилось сообщение от президента, что он покинул страну, чтобы «не допустить кровопролития». В этот же день телеканал Al Arabiya заявил, что бывший министр внутренних дел Афганистана Али Ахмад Джалали назначен главой временной администрации, однако представители «Талибан» заявили, что не обсуждали создание временного коалиционного правительства и ожидают полной передачи власти. В этот же день лидер политического крыла движения «Талибан» мулла Абдель Гани Барадар готовился прибыть в Афганистан из Дохи, а само движение заявило о планах сделать его новым главой Афганистана и провозгласить Исламский Эмират Афганистан. Параллельно бывший президент Хамид Карзай заявил о создании Координационного совета для мирной передачи власти, в состав которого вошёл он сам, а также председатель Высшего совета по примирению Абдулла Абдулла, лидер Исламской партии Афганистана и бывший премьер-министр страны Гульбеддин Хекматияр.